# Награды Краснодарского края
Награды Краснодарского края — награды субъекта Российской Федерации учреждённые Администрацией Краснодарского края, согласно Постановлению Законодательного Собрания Краснодарского края от 26 июня 1998 г. № 923-П «О наградах и почетных званиях Краснодарского края» и Закона Краснодарского края от 1 июля 2008 г. № 1518-КЗ «О наградах Краснодарского края за вклад в дело служения кубанскому казачеству».
Награды предназначены для поощрения работников учреждений, организаций и предприятий Краснодарского края, военнослужащих, сотрудников силовых ведомств, казаков, а также иных граждан Российской Федерации и граждан иностранных государств, за заслуги перед Краснодарским краем.

## Перечень наград

### Высшие награды
| Изображение награды                 | Наименование награды                                                                          | Дата учреждения      | Правила награждения | Источник |
| ----------------------------------- | --------------------------------------------------------------------------------------------- | -------------------- | --- | --- |
|                                     | Медаль «Герой Краснодарского края» ––– (до 14 октября 2021 года — «Герой Кубани»)             | 15 марта 2013 года   | Медаль «Герой Краснодарского края» является высшей формой поощрения главой администрации (губернатором) Краснодарского края жителей Краснодарского края за мужество и героизм, проявленные при исполнении служебного долга, задержании особо опасных преступников, ликвидации последствий стихийных бедствий природного и техногенного характера и иных условиях, сопряжённых с риском для жизни, проявивших смелость, храбрость и отвагу в деле укрепления законности и охраны правопорядка в Краснодарском крае. К награждению Медалью представляются граждане Российской Федерации, проживающие на территории Краснодарского края. По решению главы администрации (губернатора) Краснодарского края за совершение героического подвига к награждению Медалью могут представляться граждане Российской Федерации, не проживающие на территории Краснодарского края. | Постановление Главы администрации Краснодарского края от 15 марта 2013 года № 237 «Об учреждении медали „Герой Краснодарского края“»                                                                                 |
|                                     | Медаль «Герой труда Краснодарского края» ––– (до 12 августа 2021 года — «Герой труда Кубани») | 23 июля 2002 года    | Медалью награждаются: - граждане, имеющие общий трудовой стаж не менее 25 лет, проработавшие на предприятиях, учреждениях, организациях государственной, муниципальной, частной и иных форм собственности в Краснодарском крае не менее 20 лет и в трудовом коллективе не менее 10 лет в знак признания их трудовых заслуг, за высокие показатели в работе в области сельского хозяйства, промышленности, транспорта, связи, здравоохранения, образования, культуры и в других областях трудовой деятельности. - за особо выдающуюся новаторскую деятельность, внесение значительного вклада в повышение эффективности производства, содействие подъёму экономики, науки и культуры. - медалью «Герой труда Краснодарского края», в исключительных случаях по решению главы администрации края, могут быть награждены лица без учёта трудового стажа.                 | Постановление Главы администрации Краснодарского края от 23 июня 2002 г. № 803 «Об учреждении медали „Герой труда Кубани“»                                                                                           |
| Нагрудный знак Почётного гражданина | Почётное звание «Почётный гражданин Кубани»                                                   | 14 февраля 2005 года | Почётное звание присваивается гражданам, внёсшим выдающийся вклад в экономическое, социальное, духовное развитие края, повышение его роли и авторитета в России и на международной арене. | Постановление Главы администрации Краснодарского края от 21 октября 1996 г. № 474 «Об учреждении звания „Почётный гражданин Кубани“ (Вместе с положением о звании „Почётный гражданин Кубани“)» (недоступная ссылка) |

### Медали
| Изображение награды                                                   | Наименование награды                                              | Дата учреждения      | Правила награждения | Источник |
| --------------------------------------------------------------------- | ----------------------------------------------------------------- | -------------------- | --- | --- |
| Медаль I степени Медаль II степени Медаль III степени Планка к медали | Медаль «За выдающийся вклад в развитие Кубани» I, II, III степени | 4 февраля 2000 года  | Медалью «За выдающийся вклад в развитие Кубани» I, II, III степени награждаются жители Краснодарского края, другие граждане Российской Федерации, иностранные граждане, профессиональная и общественная деятельность которых принесла выдающиеся для края результаты в областях сельского хозяйства и экономики, управления и производства, здравоохранения и спорта, науки и образования, культуры и искусства, укрепления межнационального мира и согласия, охраны жизни и прав граждан, а также за иные заслуги в развитии Краснодарского края, проработавшие не менее 10 лет в одной из сфер деятельности, в том числе не менее 1 года в коллективе по последнему месту работы, чьи достижения снискали широкую известность и уважение жителей Краснодарского края, получили всероссийское и международное признание. Медаль имеет три степени. Высшей степенью медали является I степень. Награждение производится последовательно: Медалью III степени, II степени и I степени. К награждению Медалью III степени представляются лица, которым присвоено отраслевое почётное звание Российской Федерации или Краснодарского края (исключение — отсутствие учреждённого отраслевого почётного звания), но не ранее чем через 5 лет после присвоения отраслевого почётного звания. Повторное награждение Медалью той же степени не производится. По решению главы администрации (губернатора) Краснодарского края за особо выдающиеся заслуги в развитии Краснодарского края возможно повторное награждение Медалью I степени. Награждение Медалью более высокой степени за новые заслуги возможно не ранее чем через 5 лет после предыдущего награждения. По решению главы администрации (губернатора) Краснодарского края за особо выдающиеся заслуги в развитии Краснодарского края награждение производится независимо от стажа работы, без соблюдения последовательности степеней, наличия почётного звания и ранее указанных сроков. | Постановление главы администрации Краснодарского края от 4 февраля 2000 г. № 75 (с изменениями от 19 июня 2002 г. и 14 ноября 2003 г.) --- |
|                                                                       | Медаль «Родительская доблесть»                                    | 21 декабря 2010 года | Медалью Краснодарского края «Родительская доблесть» награждаются родители или усыновители, успешно воспитывающие (воспитавшие) четырёх и более детей. Награждение медалью производится по достижении младшим ребёнком возраста пяти лет, при условии, что старшие дети живы или погибли (пропали без вести) при исполнении воинского, служебного или гражданского долга. Постановлением утверждены описание, эскиз медали и удостоверения к ней. | Постановление главы администрации Краснодарского края от 21.12. 2010 № 1200                                                                |

### Почётные звания
| Изображение награды                         | Наименование награды                | Дата учреждения  | Правила награждения | Источник                                                                      |
| ------------------------------------------- | ----------------------------------- | ---------------- | --- | ----------------------------------------------------------------------------- |
| Образец нагрудного знака к Почётным званиям | Почётные звания Краснодарского края | 9 июля 2008 года | Почётные звания Краснодарского края учреждены для награждения граждан за заслуги и большой личный вклад в социально-экономическое и культурное развитие Краснодарского края, высокое профессиональное мастерство, добросовестный труд, способствующие развитию Краснодарского края. Почётные звания присваиваются лицам, внёсшим значительный вклад в сфере своей профессиональной деятельности. Удостоенным почётных званий вручается соответствующий нагрудный знак, удостоверение к нему, выплачивается разовое денежное вознаграждение. | Закон Краснодарского края «О наградах и почетных званиях Краснодарского края» |

### Грамоты и Благодарности
| Изображение награды | Наименование награды                                                     | Дата учреждения     | Правила награждения | Источник |
| ------------------- | ------------------------------------------------------------------------ | ------------------- | --- | --- |
|                     | Почётная грамота и Благодарность Главы администрации Краснодарского края | 26 ноября 2007 года | Почётная грамота и Благодарность администрации Краснодарского края являются одной из форм поощрения граждан Российской Федерации и других государств, трудовых коллективов и организаций за многолетний добросовестный труд, профессиональное мастерство, существенный вклад в социально-экономическое развитие Краснодарского края, осуществление мер по обеспечению законности, прав и свобод граждан, укрепление межнационального мира и согласия, активное участие в проведении особо значимых мероприятий и иную деятельность, способствующую развитию края, а также за безупречную и эффективную государственную гражданскую службу. | Постановление Главы администрации края от 26 ноября 2007 года № 1091 «Об утверждении положений о Почётной грамоте администрации Краснодарского края и Благодарности Главы администрации (губернатора)Краснодарского края» |

### Премии
| Изображение награды | Наименование награды                                            | Дата учреждения                   | Правила награждения | Источник |
| ------------------- | --------------------------------------------------------------- | --------------------------------- | --- | --- |
|                     | Премия администрации Краснодарского края имени Е. Ф. Степановой | 1978 год --- 15 октября 2001 года | Ежегодная премия администрации Краснодарского края имени Е.Ф. Степановой — литературная премия учреждённая администрацией Краснодарского края в целях поощрения создания новых талантливых литературно-художественных и публицистических произведений по военно-патриотической тематике кубанскими авторами. На соискание премии принимаются работы,опубликованные начиная с 2001 года. Соискателями премии могут стать авторы и авторские коллективы опубликованных литературно-художественных и публицистических работ по военно-патриотической тематике, внёсших значительный вклад в патриотическое воспитание населения края, включая публикации литературных произведений, сборников архивных документов, материалов поисковых экспедиций, писем, дневников, воспоминаний, публицистических статей и их художественное оформление. Премия существует с 1978 года. Тогда её учредителем было Краснодарское общество любителей книги. С 2001 года премия получила статус премии администрации Краснодарского края. | Постановление Главы администрации Краснодарского края от 15 октября 2001 года № 983 «Об учреждении ежегодной премии администрации Краснодарского края имени Е. Ф. Степановой» |

### Награды для награждения казаков
| Изображение награды | Наименование награды                                         | Дата учреждения  | Правила награждения | Источник |
| ------------------- | ------------------------------------------------------------ | ---------------- | --- | --- |
|                     | Орден «За выдающийся вклад в развитие Кубанского казачества» | 1 июля 2008 года | Орден «За выдающийся вклад в развитие кубанского казачества» является одной из форм поощрения граждан Российской Федерации и иностранных граждан за проявленное мужество при защите России, охране правопорядка, активное участие в ликвидации стихийных бедствий и чрезвычайных ситуаций, за высокие достижения в деятельности, связанной с возрождением и сохранением исторических, культурных и духовных традиций кубанского казачества, за выдающиеся заслуги в области воспитания подрастающего поколения, а также за новаторскую и организаторскую деятельность, направленную на создание и укрепление структур кубанского казачества, способствующих повышению его авторитета в Российской Федерации и за её пределами. | Закон Краснодарского края от 1 июля 2008 года № 1518-КЗ «О наградах Краснодарского края за вклад в дело служения кубанскому казачеству»     |
|                     | Медаль «Князь Григорий Потёмкин»                             | 1 июля 2008 года | Медаль «Князь Григорий Потёмкин» является одной из форм поощрения граждан Российской Федерации и иностранных граждан за весомый вклад в дело становления и развития кубанского казачества. Медаль носится на правой стороне груди, ниже государственных наград Российской Федерации, после ордена «За выдающийся вклад в развитие кубанского казачества». | Закон Краснодарского края от 1 июля 2008 года № 1518-КЗ «О наградах Краснодарского края за вклад в дело служения кубанскому казачеству» --- |
|                     | Медаль «Атаман Антон Головатый»                              | 1 июля 2008 года | Медаль «Атаман Антон Головатый» является одной из форм поощрения граждан Российской Федерации и иностранных граждан за личное мужество и стойкость, верность и доблесть, проявленные при исполнении ими воинского, служебного или гражданского долга, при защите России и интересов кубанского казачества в условиях, сопряжённых с риском для жизни, а также за достигнутые успехи в руководстве казачьими обществами. | Закон Краснодарского края от 1 июля 2008 года № 1518-КЗ «О наградах Краснодарского края за вклад в дело служения кубанскому казачеству» --- |
|                     | Медаль «Атаман Захарий Чепега»                               | 1 июля 2008 года | Медаль «Атаман Захарий Чепега» является одной из форм поощрения граждан Российской Федерации и иностранных граждан за проявленное мужество при защите России, охране правопорядка, ликвидации стихийных бедствий и чрезвычайных ситуаций, за выдающиеся заслуги в области воспитания подрастающего поколения, организаторскую деятельность, направленную на развитие кубанского казачества. | Закон Краснодарского края от 1 июля 2008 года № 1518-КЗ «О наградах Краснодарского края за вклад в дело служения кубанскому казачеству» --- |

## Награды города Краснодара
| Изображение награды                 | Наименование награды                                                        | Дата учреждения      | Правила награждения | Источник |
| ----------------------------------- | --------------------------------------------------------------------------- | -------------------- | --- | --- |
| Нагрудный знак Почётного гражданина | Звание «Почётный гражданин города Краснодара»                               | 18 января 1996 года  | Звание «Почётный гражданин города Краснодара» присваивается: - рабочим и служащим, работникам сферы управления и производства, бизнеса, науки, культуры и искусства, образования, здравоохранения и спорта, политическим, общественным и религиозным деятелям, внёсшим вклад в экономическое, социальное и духовное развитие города, снискавшим широкую известность и уважение его жителей, проживающим в городе не менее пятнадцати лет; - уроженцам города Краснодара, чья государственная, политическая, общественная, научная, творческая деятельность, деятельность по охране безопасности Родины получили всероссийское или международное признание; - гражданам России и других государств, имеющим выдающиеся заслуги перед городом. Лицам, которым присвоено почётное звание, вручается диплом, нагрудный знак на ленте цвета флага города и удостоверение. Имя Почётного гражданина заносится: - в Книгу Почётных граждан города Краснодара; - на стенд «Почётный гражданин города Краснодара», установленный в здании администрации города; - на табличку, установленную на фасаде дома, где живёт Почётный гражданин города и сообщающую об этом. Предоставляются социальные льготы.                         | Решение городской Думы Краснодара от 18 января 1996 года № 26 п.3 «О положении «О звании «Почётный гражданин города Краснодара»                                                                                                |
|                                     | Памятная медаль «За заслуги»                                                | 25 апреля 2002 года  | Награждение памятной медалью «За заслуги» осуществляется с целью признания выдающихся заслуг граждан, трудовых коллективов перед муниципальным образованием город Краснодар и является формой поощрения граждан и коллективов предприятий и организаций за деятельность, направленную на обеспечение благополучия города и рост благосостояния его населения, а также за высокое профессиональное мастерство и многолетний добросовестный труд. Основаниями для награждения памятной медалью являются: - эффективная деятельность граждан по развитию экономики, производства, науки, техники, культуры, искусства, по воспитанию и образованию, по вопросам здравоохранения и охраны окружающей среды, по обеспечению законности, правопорядка и общественной безопасности, благотворительная и иная деятельность во благо города; - активная работа и содействие коллективов предприятий и организаций в проведении муниципальной социально - экономической политики, деятельность, направленная на обеспечение благополучия города и рост благосостояния его населения: внесение значительного вклада в выполнение социально - экономических программ развития муниципального образования, повышение престижа города. | Решение городской Думы Краснодара от 25 апреля 2002 года № 22 п.6 «О памятной медали «За заслуги» --- |
|                                     | Памятная медаль «Родительская слава»                                        | 16 февраля 2006 года | Награждение памятной медалью «Родительская слава» осуществляется с целью повышения престижа семьи и статуса родителей (законных представителей), авторитета родителей (законных представителей), надлежащим образом исполняющих обязанности по воспитанию и образованию ребёнка-инвалида или двух и более детей. Основаниями для награждения памятной медалью «Родительская слава» являются: - добровольное исполнение обязанностей по воспитанию и образованию двух и более детей, способствующее их полноценному физическому, интеллектуальному, нравственному развитию, формированию патриотизма и гражданственности; - активная гражданская позиция в вопросах воспитания и образования; - участие в жизни образовательного учреждения (учреждений), где обучаются дети. | Решение городской Думы Краснодара от 16 февраля 2006 г. № 7 п. 9 «О памятной медали «Родительская слава» --- О памятной медали «Родительская слава» ---                                                                        |
|                                     | Памятная медаль «Освободителю Краснодара»                                   | февраль 2013 года    | Памятная медаль «Освободителю Краснодара» учреждена городской Думой города Краснодара в честь 70-летия освобождения города Краснодара от немецко-фашистских оккупантов в 1943 году. Медалью награждаются ветераны Великой Отечественной войны, ветераны и инвалиды боевых действий, ветераны военной службы, участники освобождения Краснодара, граждане, внёсшие большой вклад в патриотическое воспитание молодёжи, реализующие общественно-полезную деятельность, направленную на увековечении памяти о Великой Отечественной войне. Памятная медаль «Освободителю Краснодара» носится на левой стороне груди ниже государственных и ведомственных наград. | Решение городской Думы Краснодара от 2013 г. № ? «О памятной медали «Освободителю Краснодара» --- О памятной медали «Освободителю Краснодара» ---                                                                              |
|                                     | Почётная грамота и Благодарность муниципального образования город Краснодар | 17 августа 2001 года | Почётная грамота и Благодарность муниципального образования город Краснодар вручаются гражданам Российской Федерации, учреждениям и организациям: - за особые заслуги и достижения в развитии экономики, промышленности, строительства, транспорта, образования, здравоохранения, науки, культуры, спорта и других отраслей; - за безупречную службу в органах местного самоуправления муниципального образования город Краснодар, сопряжённую с достижениями в разработке и реализации муниципальной социально-экономической политики; - за заслуги в развитии местного самоуправления, предпринимательской и инвестиционной деятельности; - за укрепление законности и правопорядка, обеспечение безопасности граждан; - за активную общественную деятельность, получившую широкое признание. | Решение городской Думы Краснодара от 17 августа 2001 года № 14 п. 5 --- Решение городской Думы Краснодара от 18 июля 2013 года № 51 п. 7 «О награждении Почётной грамотой муниципального образования город Краснодар» (пример) |
|                                     | Краснодарская муниципальная премия имени А. Д. Знаменского                  | 7 июля 2005 года     | Краснодарская муниципальная премия имени А.Д. Знаменского присуждается органами местного самоуправления муниципального образования город Краснодар совместно с Краснодарским региональным отделением «Союз писателей Кубани» общероссийской общественной организации «Союз писателей России» с целью создания условий для сохранения нравственных ценностей и обеспечения преемственности литературных традиций на территории муниципального образования город Краснодар. Премия является ежегодной и присуждается автору за высокохудожественные книги стихов, прозы и публицистики, написанные краснодарскими литераторами и отражающие высокий духовный облик человека, патриотизм и верное служение России, либо лицу (группе лиц) за активную общественную деятельность по сохранению преемственности литературных традиций. Лауреатам премии имени А.Д. Знаменского вручается Почётная грамота муниципального образования город Краснодар. | Решение городской Думы Краснодара от 7 июля 2005 года № 70 п. 9 «Об учреждении краснодарской муниципальной премии имени А. Д. Знаменского»                                                                                     |

## Награды города Сочи
| Изображение награды                 | Наименование награды                                                                | Дата учреждения      | Правила награждения | Источник |
| ----------------------------------- | ----------------------------------------------------------------------------------- | -------------------- | --- | --- |
| Нагрудный знак Почётного гражданина | Звание «Почётный гражданин города Сочи»                                             | 19 декабря 2006 года | Звание «Почётный гражданин города Сочи» является высшей формой поощрения городского уровня и присваивается в целях признания выдающихся заслуг граждан перед городом Сочи, поощрения их деятельности в интересах города. Основаниями для присвоения звания «Почётный гражданин города Сочи» являются: - долговременная и широкая известность среди жителей города в связи с эффективной деятельностью по развитию города Сочи; - совершение мужественных поступков во благо города Сочи, его жителей; - признание у жителей города Сочи, основанное на длительной общественной, культурной, научной, политической, хозяйственной, а также иной деятельности с позитивными результатами для города Сочи. | Решение от 19 декабря 2006 года № 351 «О Положении «О Почётном гражданине города Сочи» |
|                                     | Знак отличия «За вклад в развитие города Сочи»                                      | 15 января 2007 года  | Знаком отличия «За вклад в развитие города Сочи» награждаются жители города Сочи и другие граждане России, а также творческие, научные и производственные коллективы за конкретные заслуги в развитии города Сочи. Знаком отличия могут быть награждены государственные, общественные и религиозные деятели, деятели образования, науки и культуры, работники отраслей народного хозяйства, чьи конкретные заслуги перед городом Сочи снискали широкую известность и уважение жителей города Сочи. К награждению знаком отличия «За вклад в развитие города Сочи» представляются лица, как правило, награждённые за заслуги перед городом Сочи почётными грамотами и благодарностями Главы города Сочи, а также удостоенные почётных званий по профессиям отраслевых органов администрации города Сочи, награждённые почётными грамотами отраслевых и территориальных органов администрации города Сочи. | Постановление от 15 января 2007 года № 11 «О знаках отличия «За вклад в развитие города Сочи» и «За безупречную службу городу Сочи» --- Постановление администрации муниципального образования городской округ город-курорт Сочи Краснодарского края № 444 от 30 марта 2021 года |
|                                     | Знак отличия «За безупречную службу городу Сочи»                                    | 15 января 2007 года  | Знаком отличия «За безупречную службу городу Сочи» награждаются граждане за многолетнюю плодотворную деятельность, профессиональная и общественная деятельность которых принесла выдающиеся для города Сочи результаты в областях: экономики, управления и производства, сельского хозяйства, здравоохранения и спорта, науки и образования, культуры и искусства, охраны безопасности Отечества и других областях деятельности. К награждению знаком отличия «За безупречную службу городу Сочи» представляются лица, как правило, награждённые за заслуги перед городом Сочи почётными грамотами и благодарностями Главы города Сочи, а также удостоенные почётных званий города Сочи по профессиям отраслевых органов администрации города, награждённые почётными грамотами отраслевых и территориальных органов администрации города Сочи. | Постановление от 15 января 2007 года № 11 «О знаках отличия «За вклад в развитие города Сочи» и «За безупречную службу городу Сочи» --- Постановление администрации муниципального образования городской округ город-курорт Сочи Краснодарского края № 444 от 30 марта 2021 года |
|                                     | Почётная грамота и Благодарность главы города Сочи                                  | 18 мая 2012 года     | Почётная грамота главы города Сочи и Благодарность главы города Сочи являются одной из форм поощрения граждан Российской Федерации за многолетний добросовестный труд, профессиональное мастерство, существенный вклад в социально-экономическое развитие города Сочи, осуществление мер по обеспечению законности, прав и свобод граждан, укрепление межнационального мира и согласия, активное участие в проведении особо значимых мероприятий, ликвидацию последствий чрезвычайных ситуаций и иную деятельность, способствующую развитию города Сочи, а также за безупречную и эффективную государственную гражданскую и муниципальную службу. Объявление Благодарности и награждение Почётной грамотой осуществляется на основании распоряжения администрации города Сочи. Представление к награждению граждан к объявлению Благодарности производится после награждения Почётной грамотой отраслевого (функционального) либо территориального органа администрации города Сочи. Представление к награждению Почётной грамотой производится после объявления Благодарности. | Постановление от 18 мая 2012 года № 1029 «Об утверждении положения о Почётной грамоте главы города Сочи и Благодарности главы города Сочи» |
|                                     | Знак почёта «Меценат города Сочи»                                                   | 30 октября 2017 года | Знаком почёта «Меценат города Сочи» награждаются гражданине Российской Федерации, организации (без иностранного участия), а также иностранные граждане, способствующие на добровольной и безвозмездной основе развитию культуры, образования, здравоохранения, благоустройству города и проведению различных массовых общегородских мероприятий, развитию спорта, организации мест досуга и отдыха для детей и подростков, созданию комфортной городской среды и оказывающие материальную помощь из личных средств на реализацию идей социального партнёрства и равенства на территории города Сочи. Награждение Знаком почёта повторно не производится. Награждённому Знаком почёта вручаются атрибуты: памятный знак в футляре и удостоверение к знаку почёта «Меценат города Сочи». В трудовую книжку (или личное дело) награждённого, которому вручён Знак почёта, вносится соответствующая запись. Памятный знак и удостоверение к Знаку почёта «Меценат города Сочи» вручаются в торжественной обстановке Главой города Сочи или по его поручению одним из его заместителей. | Постановление администрации города Сочи от 30 октября 2017 года № 1850 «О знаках почёта города Сочи...» --- Постановление администрации города Сочи от 05 февраля 2021 года № 121 «О знаках почёта города Сочи...» (крайняя версия) ---                                          |
|                                     | Знак почёта «Почётный волонтёр города Сочи»                                         | 30 октября 2017 года | Знаком почёта «Почётный волонтёр города Сочи» награждаются граждане Российской Федерации, организации (без иностранного участия) и иностранные граждане, добровольно занимающиеся за свой счёт безвозмездной общественно полезной деятельностью, участвующие в различных социально-значимых кампаниях, распространении необходимой информации, подготовке и проведении общественных акций. Награждение Знаком почёта повторно не производится. Награждённому Знаком почёта вручаются атрибуты: памятный знак в футляре и удостоверение к знаку почёта «Почётный волонтёр города Сочи». В трудовую книжку (или личное дело) награждённого, которому вручён Знак почёта, вносится соответствующая запись. Памятный знак и удостоверение к Знаку почёта «Почётный волонтёр города Сочи» вручаются в торжественной обстановке Главой города Сочи или по его поручению одним из его заместителей. | Постановление администрации города Сочи от 30 октября 2017 года № 1850 «О знаках почёта города Сочи...» --- Постановление администрации города Сочи от 05 февраля 2021 года № 121 «О знаках почёта города Сочи...» (крайняя версия)                                              |
|                                     | Знак почёта «За трудовые успехи на благо города Сочи»                               | 30 октября 2017 года | Знаком почёта «За трудовые успехи на благо города Сочи» награждаются граждане Российской Федерации, организации (без иностранного участия) и иностранные граждане, чьи трудовые успехи и достижения которых в производственной, научной, творческой, общественно-политической и иной деятельности, а также в благоустройстве, улучшении внешнего облика городской среды, создании архитектурного, декоративно-художественного светового оформления города Сочи, способствовали экономическому, социальному, научно-техническому и культурному развитию города Сочи, повышению уровня жизни населения, созданию благоприятных условий для жизни и отдыха. Награждение Знаком почёта повторно не производится. Награждённому Знаком почёта вручаются атрибуты: памятный знак в футляре и удостоверение к знаку почёта «За трудовые успехи на благо города Сочи». В трудовую книжку (или личное дело) награждённого, которому вручён Знак почёта, вносится соответствующая запись. Памятный знак и удостоверение к Знаку почёта «За трудовые успехи на благо города Сочи» вручаются в торжественной обстановке Главой города Сочи или по его поручению одним из его заместителей. | Постановление администрации города Сочи от 30 октября 2017 года № 1850 «О знаках почёта города Сочи...» --- Постановление администрации города Сочи от 05 февраля 2021 года № 121 «О знаках почёта города Сочи...» (крайняя версия) ---                                          |
|                                     | Знак почёта «Признание и почёт сочинцев»                                            | 30 октября 2017 года | Знаком почёта «Признание и почёт сочинцев» награждаются граждане Российской Федерации, организации (без иностранного участия) и иностранные граждане, внёсшие особый вклад в совершенствование местного самоуправления, в реализацию социально-экономической политики города-курорта Сочи, за активную гражданскую позицию, трудовые достижения в профессиональной и общественно-политической деятельности, конкретные заслуги которых перед городом Сочи снискали широкую известность, уважение, признание и почёт сочинцев. Награждение Знаком почёта повторно не производится. Награждённому Знаком почёта вручаются атрибуты: памятный знак в футляре и удостоверение к знаку почёта «Признание и почёт сочинцев». В трудовую книжку (или личное дело) награждённого, которому вручён Знак почёта, вносится соответствующая запись. Памятный знак и удостоверение к Знаку почёта «Признание и почёт сочинцев» вручаются в торжественной обстановке Главой города Сочи или по его поручению одним из его заместителей. | Постановление администрации города Сочи от 30 октября 2017 года № 1850 «О знаках почёта города Сочи...» --- Постановление администрации города Сочи от 05 февраля 2021 года № 121 «О знаках почёта города Сочи...» (крайняя версия) ---                                          |
|                                     | Памятный знак в честь 70-летия Победы в Великой Отечественной войне 1941—1945 годов | 2015 год             | Памятный знак в честь 70-летия Победы в Великой Отечественной войне 1941—1945 годов вручался в торжественной обстановке гражданам Российской Федерации, зарегистрированным по месту постоянного проживания в городе Сочи, относящимся к следующим категориям: - военнослужащие и лица вольнонаёмного состава, принимавшие в рядах Вооружённых Сил СССР участие в боевых действиях на фронтах Великой Отечественной войны, партизаны и члены подпольных организаций, действовавших в период Великой Отечественной войны на временно оккупированных территориях СССР, военнослужащие и лица вольнонаёмного состава, служившие в период Великой Отечественной войны в Вооружённых Силах СССР, лица, награждённые медалями «За победу над Германией в Великой Отечественной войне 1941—1945 гг.», «За победу над Японией», а также лица, имеющие удостоверение к медали «За победу над Германией в Великой Отечественной войне 1941—1945 гг.» либо удостоверение участника войны, подтверждающее участие в Великой Отечественной войне 1941—1945 годов; - труженики тыла, награждённые за самоотверженный труд в годы Великой Отечественной войны орденами СССР, медалями «За доблестный труд в Великой Отечественной войне 1941—1945 гг.», «За трудовую доблесть», «За трудовое отличие», «За оборону Ленинграда», «За оборону Москвы», «За оборону Одессы», «За оборону Севастополя», «За оборону Сталинграда», «За оборону Киева», «За оборону Кавказа», «За оборону Советского Заполярья», а также лица, имеющие знак «Жителю блокадного Ленинграда» либо удостоверение к медали «За доблестный труд в Великой Отечественной войне 1941—1945 гг.»; - лица, проработавшие в период с 22 июня 1941 года по 9 мая 1945 года не менее шести месяцев, исключая период работы на временно оккупированных территориях СССР; - бывшие несовершеннолетние узники концлагерей, гетто и других мест принудительного содержания, созданных фашистами и их союзниками в период Второй мировой войны; - вдовы участников и инвалидов Великой Отечественной войны 1941—1945 годов. | Постановление администрации города Сочи от 2015 года «О памятном знаке в честь 70-летия Победы в Великой Отечественной войне 1941—1945 годов» --- Положение о памятном знаке в честь 70-летия Победы в Великой Отечественной войне 1941—1945 годов ---                           |
|                                     | Памятный знак «На страже XXII зимних олимпийских игр»                               | 2014 год             | Памятный знак «На страже XXII зимних олимпийских игр» является ведомственной наградой Управления внутренних дел по городу Сочи ГУ МВД России по Краснодарскому краю. Памятным знаком награждались сотрудники внутренних дел, граждане и учреждения за участие в обеспечении безопасности при проведении XXII зимних олимпийских игр в городе Сочи. Памятный знак «На страже XXII зимних олимпийских игр» носится на левой стороне груди, и при наличии государственных и ведомственных медалей СССР и Российской Федерации, располагается после них. | Приказ начальника Управления внутренних дел по городу Сочи ГУ МВД России по Краснодарскому краю от 2014 года --- |